# Manipule (liturgie)
Pour les articles homonymes, voir Manipule.

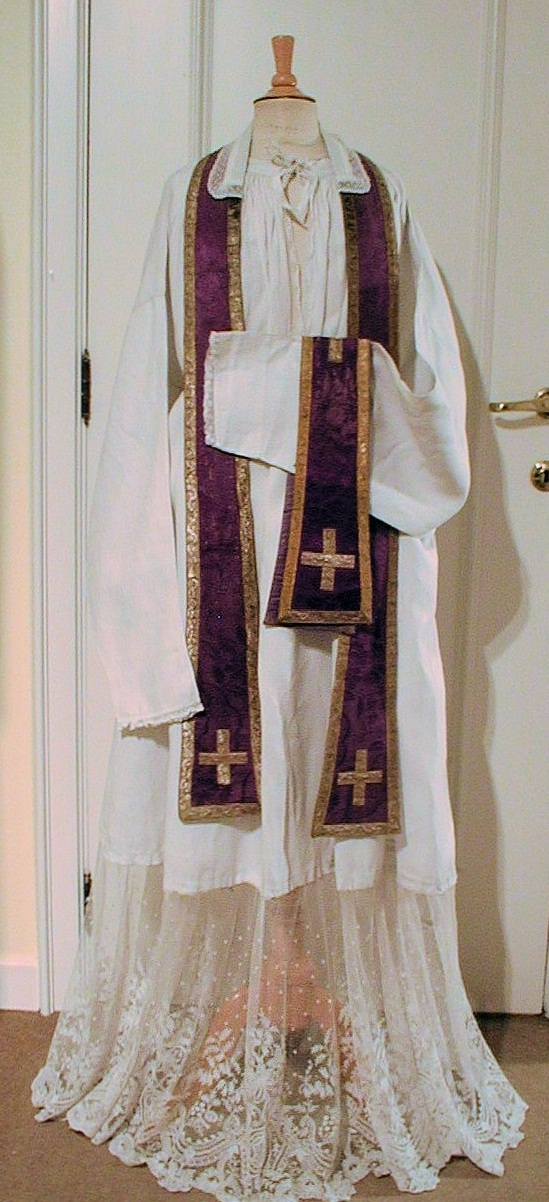
Étole et manipule assortis

Le manipule, du latin manipulus qui signifie poignée, petite gerbe, est un vêtement utilisé dans la liturgie catholique.
Le mot est masculin.

## Origine et utilisation
Le manipule est une bande d'étoffe de la même matière et de même couleur que la chasuble, portée au bras gauche par le prêtre, le diacre et le sous-diacre, à partir du IXe siècle. Il cesse pratiquement d'être utilisé lors des réformes liturgiques qui succèdent au concile Vatican II. L'instruction Tres abhinc annos promulguée en 1967 par la Congrégation des rites indique en effet qu'« on peut toujours omettre de porter le manipule ».
Appelé encore au Moyen Âge sudarium, mappula ou fanon, le manipule ne se distinguait pas à l'origine de la mappa, mouchoir de cérémonie dont les Romains se servaient pour essuyer la sueur du visage ou se protéger la tête du soleil, et se tenait à la main gauche avant de remonter sur le même bras à partir du IXe siècle. À cette époque, la mappula de lin se transforme en une bande étroite décorée de broderies et de franges.
Porté d'abord par les diacres de l'Église romaine, l'usage s'en étendit aux évêques, aux prêtres, aux sous-diacres et même aux clercs inférieurs. Au XIe siècle, il est attribué aux seuls ordres majeurs et devint comme tel l'insigne particulier du sous-diaconat. Il ne se porte que pour la messe, avec la chasuble, la dalmatique ou la tunique. Son décor est identique à celui de l'étole.

## Chartreuses
En vertu d'une très ancienne coutume, les moniales chartreuses ou chartreusines, recevaient le manipule avec l'étole à leur consécration virginale. Elles le portaient pour le cinquantième anniversaire de cette consécration, et à leur décès, avant d'être exposées et ensevelies avec lui.